# Johnius carutta
Johnius carutta és una espècie de peix de la família dels esciènids i de l'ordre dels perciformes.

## Morfologia
- Els mascles poden assolir 30 cm de longitud total.[4][5]

## Alimentació
Menja peixets i invertebrats.

## Hàbitat
És un peix de clima tropical i demersal que viu fins als 40 m de fondària.

## Distribució geogràfica
Es troba des del Pakistan fins a la costa occidental de la península de Malaca.

## Ús comercial
És venut fresc i en salaó als mercats locals.

## Observacions
És inofensiu per als humans.